# Поттс, Эдуард Уильям
Эдуард Уильям Поттс (англ. Edward William Potts; 12 июля 1881, Кент — 15 сентября 1944, Edmonton, Большой Лондон) — британский гимнаст, бронзовый призёр летних Олимпийских игр 1912 года в командном первенстве. Выступал также в индивидуальном первенстве на летней Олимпиаде 1908 года (9-е место).
Чемпион Великобритании 1912 года. Победитель открытого чемпионата Германии 1907, 1908 и 1909 годов, чемпион мира 1909 года в составе сборной Германии, чемпион Содружества 1910 и 1911 годов.